# Zaruma decepta
Zaruma decepta är en insektsart som beskrevs av Young 1977. Zaruma decepta ingår i släktet Zaruma och familjen dvärgstritar. Inga underarter finns listade i Catalogue of Life.